# Nicole Banecki
Nicole Banecki (3 september 1988) is een Duits voetbalspeelster. Ze heeft naast de Duitse nationaliteit ook de nationaliteit van Kameroen.
In seizoen 2011/12 won Banecki met Bayern München de DFB Pokal.

## Statistieken
| Seizoen | Club              | Land      | Competitie | Wedstrijden | Doelpunten |
| ------- | ----------------- | --------- | ---------- | ----------- | ---------- |
| 2008/09 | Bayern München    | Duitsland | FRB        | ?           | 4          |
| 2009/10 | Bayern München    | Duitsland | FRB        | 14          | 1          |
| 2010/11 | Bayern München    | Duitsland | FRB        | 20          | 2          |
| 2011/12 | Bayern München    | Duitsland | FRB        | 7           | 0          |
| 2011/12 | Bayern München II | Duitsland | FRB        | 1           | 1          |
| 2012/13 | MSV Duisburg      | Duitsland | FRB        | 8           | 0          |
| 2015/16 | Freiburg          | Duitsland | FRB        | 0           | 0          |
| 2019/20 | Bayer Leverkusen  | Duitsland | FRB        | 1           | 0          |
| 2020/21 | Bayer Leverkusen  | Duitsland | FRB        | 0           | 0          |
| Totaal  | Totaal            | Totaal    | Totaal     | 51          | 8          |

Laatste update: december 2020

## Interlands
Banecki doorliep alle nationale jeugdelftallen van Duitsland, en in maart 2008 maakte ze haar debuut voor het Duits voetbalelftal.

## Privé
Nicole Banecki is de tweelingzus van Sylvie Banecki, die ook voor Bayern Munchen uitkomt. Ook haar jongere broer Francis Banecki speelde in de Duitse Bundesliga.